# Heidrun Schleef
Heidrun Schleef (* 1962 in Melle, Deutschland) ist eine deutsche Drehbuchautorin und Hochschullehrerin.

## Leben
Heidrun Schleef studierte am Centro Sperimentale di Cinematografia in Rom. Anschließend arbeitete sie als Script Doctor und etablierte sich mit in der 1995 erschienenen und von Mimmo Calopresti inszenierten und Nanni Moretti produzierten Filmdrama Das zweite Mal als ernsthafte Drehbuchautorin. Sie arbeitet fast ausschließlich beim italienischen Film und häufig für Autorenfilmer.
Neben ihrer Drehbuchtätigkeit unterrichtet sie als Hochschullehrerin auch angehende Drehbuchautoren.

## Filmografie
- 1996: Das zweite Mal (La seconda volta)
- 1998: Ist Liebe nur ein Wort? (La parola amore esiste)
- 2000: Ich liebe das Rauschen des Meeres (Preferisco il rumore del mare)
- 2001: Das Zimmer meines Sohnes (La stanza del figlio)
- 2003: Ricordati di me
- 2005: The Last Sign
- 2006: Der Italiener (Il caimano)
- 2009: Good Morning, Aman
- 2009: Unter Bauern – Retter in der Nacht
- 2012: Savage Nights – Unerfüllte Begierde (E la chiamono estate)
- 2018: Ein geliebter Feind (Un nemico che ti vuole bene)